# Parasphena keniensis
Parasphena keniensis is een rechtvleugelig insect uit de familie Pyrgomorphidae. De wetenschappelijke naam van deze soort is voor het eerst geldig gepubliceerd in 1912 door Sjöstedt.